# ヴォンブジェジノ
ヴォンブジェジノ（ポーランド語: Wąbrzeźno [vɔmˈbʐɛʑnɔ]）はポーランド、クヤヴィ＝ポモージェ県の町で、ヴォンブジェジノ郡の郡都。ドイツ語名はブリーゼン（Briesen）。トルンの北東約35kmに位置する。1920年にノーベル化学賞を受賞したヴァルター・ネルンストが生まれた町である。

## 歴史
古い通商路が2つの湖、フリーデックゼー（Friedecksee）とシュロスゼー（Schlosssee）の間を通っていた。8世紀、そこにスラブ民族が住居と防壁を建設した。考古学の研究によれば、これがヴォンブジェジノの起源である。「ヴォンブジェジノ」は古代スラブ語で「カバノキの間」という意味である。
クルムラントの一部であった街は、10世紀にポーランド公ミェシュコ1世によって征服され、ポーランドに組み入れられていた。13世紀初め、プルーセン人がこの地方の集落を略奪するようになった。これを防ぎきれなかったマゾフシェ公コンラトはドイツ騎士団の助けを借りることにする。プルーセン人はポーランドの他の地方をもおびやかしていたのだ。1231年、騎士団はクルムラントを受け取り、ここからプルーセン人への反撃を開始した。
この頃初めてヴォンブジェジノが記録に現れる。1243年7月28日、ローマ教皇特使ヴィルヘルム・フォン・モデナによって、騎士団の征服したプルーセン人の土地のうち、3分の2が騎士団に、3分の1がクルム主教に属するものとされた。1246年4月19日、教皇インノケンティウス4世の名において、クルム主教がヴォンブジェジノの主人となった。
1251年、使徒シモン・使徒ユダ・タダイ協同教会が建てられた。騎士たちはこの街をフリーデックと呼ぶようになった。
14世紀初め、クルム主教ヘルマン・フォン・プリズナによって、協同教会が石造りで建て直され、市壁が作られ、城が街の北西に建てられた。城は1773年までクルム主教が居所にした。ポーランドとドイツ騎士団が戦った十三年戦争（1454-1466）で、街と城と周辺の村は完全に破壊された。
1466年、第二次トルンの和約によって、街は王領プロイセンの一部として、ポーランド・リトアニア共和国に併合された。
スウェーデン・ポーランド戦争のさ中、1655年、スウェーデン軍によって街は大きな打撃を受けた。1700年には、火災によって街の主要部が焼け落ちた。
1772年の第1回ポーランド分割以降はプロイセンのものとなった。ただし、1807年から1815年まではワルシャワ公国である。1788年、ブリーゼンという名前に変えられた。その後、西プロイセンに属するようになった。1792年、再び火災を起こしたとき、街の再建には城の石材が使われた。
ブリーゼンの主な産業は農業とビール醸造であった。19世紀中頃には、ブリーゼンにも工業化の波が押し寄せる。街は便利な位置にあったので、工業化に必要な道路と鉄道は1848年までに建設され、市電も整備された。1900年代にはセメント、人造石、機械工業、自動車組立等の工場があった。近代化されたビール醸造所、乳製品工場、製粉所、煉瓦工場等もあった。1887年、西プロイセン州ブリーゼン県の県都となっている。
1920年1月20日、新生ポーランドに加えられた。ヴォンブジェジノと呼ばれるようになり、ヴォンブジェジノ郡の郡都となった。
1939年から1945年まではナチス・ドイツの占領を受ける。この間、3500人のポーランド人がポトゥリチェの強制収容所に、300人がトルンの強制収容所に連行された。彼らの土地は奪われ、代わってガリツィアやベッサラビアの「民族ドイツ人」が移住してきた。
1945年1月24日、パーヴェル・バトフ率いる赤軍第65軍が進攻。さしたる抵抗はなく、損害は小さかった。この地域の戦闘で命を落とした121名の赤軍兵士が、ヴォンブジェジノの墓地に埋葬された。まもなく、他の占領地域と同様に、NKVDの「浄化」が始まる。「浄化」は同年2月中頃まで続けられ、市内の261人を含む776人がソビエトの強制労働所に連行された。そのほとんどは数週間のうちに、移送中、あるいは強制労働所で亡くなった。被害者の多くはポーランド市民で、「ドイツ民族リスト」のカテゴリIIIに挙げられた人々である。年齢は14歳から75歳、女性は32.8%であった。
1945年、ヴォンブジェジノは再びポーランドの領土となった。1975年に一旦郡都の座を失うが、1999年に復帰した。

## 姉妹都市
- ジーケ、ドイツ